# Potaarde (België)
Potaarde is een heuvel in het heuvelland van Grimbergen en Strombeek-Bever, provincie Vlaams-Brabant. Het situeert zich op een kleine kilometer van het Sint-Alexius. De heuvel zelf is niet lang maar wel steil. Hij is 200 meter lang en heeft een gemiddeld percentage van 14%.
In Grimbergen Koerse is het de zwaarste helling op het parcours.